# 浏阳市

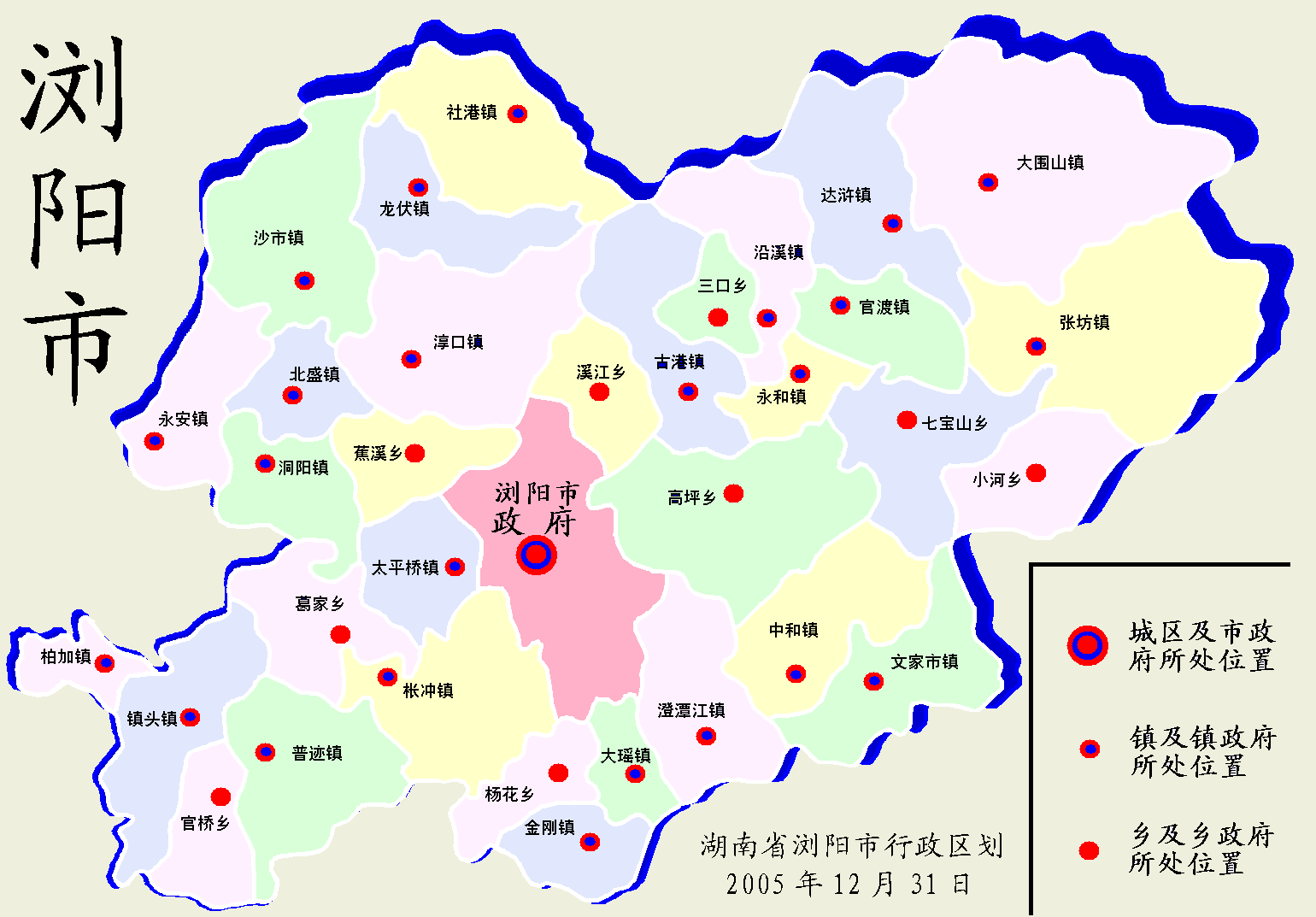
浏阳市行政区划图

浏阳市为中国湖南省下辖县级市，位于湖南东北部、长沙市东部，毗邻江西省，由长沙地级市代管。浏阳市为较具实力的县市之一，地缘上，浏阳市东部依次与江西省上栗县、宜春袁州区、铜鼓县和万载县接壤，北部与平江县相邻，西部与长沙县交界，南部与株洲荷塘区、株洲县和醴陵市相连。全市总面积5,007.75平方公里，常住总人口約143万人，区人民政府驻关口街道。

## 历史
从1991年于永安中学建设工地出土的文物考证，最迟在15到20万年前的的旧石器时代，浏阳境内就有人类在此繁衍生息。东汉建安14年（209年）始置县，设治于居陵（今官渡北）。唐迁至淮川（今淮川街道境），元元贞元年（1295年）复迁至居陵，升为“浏阳州”。明代洪武2年（1369年）降为“浏阳县"，治所再迁至淮川。
东汉时孙权析临湘置“刘阳”，三国吴属长沙郡，浏阳为孙权四俸邑之一。南朝刘宋时改为“浏阳”名沿用至今。隋大业3年浏阳废县入长沙，唐景龙2年（708年）复置。浏阳自隋唐属潭州，明清属长沙府，民国26年属湖南省第一行政督察区。1949年第一行政督察区改为长沙专区，浏阳从属长沙专区；1952年长沙专区改名湘潭专区，浏阳从属湘潭专区（后相继改名“湘潭地区”），1983年2月，湘潭地区撤销，浏阳划归长沙市。1993年1月16日，撤“浏阳县”设县级浏阳市。

## 行政区划
浏阳市下辖4个街道办事处、27个镇、1个乡：
淮川街道、集里街道、荷花街道、关口街道、社港镇、官渡镇、张坊镇、达浒镇、沿溪镇、古港镇、永和镇、大瑶镇、金刚镇、文家市镇、枨冲镇、镇头镇、普迹镇、永安镇、北盛镇、龙伏镇、澄潭江镇、中和镇、柏加镇、洞阳镇、大围山镇、沙市镇、淳口镇、高坪镇、官桥镇、葛家镇、蕉溪镇和小河乡。
浏阳的行政区划，历代不一，变化亦大，元代以前尚无史可考。据明嘉靖《浏阳县志》载，自明代开始，浏阳县下设乡里制，辖四乡，洪武初编户75里3坊，嘉靖时并为48里2坊。清代县下改为都甲，全县计63都、500甲；清咸丰3年（1853年）设团防，全县划为21大团，294小团。
民国初年袭用团防制，民国22年（1933年）改设乡保，全县40乡（镇），下设416保、6479甲。其间在第一次国共内战时期的1930年至1932年，浏阳大部分地区建立了县、区和乡苏维埃政权。1949年7月全境建立新政权后，仍用旧乡保，设东南西北四大办事处。1950年9月，废乡保，设11区1镇，下属152乡，再下设289村。1956年撤区并乡，县辖64乡3镇，下属1549个初级农业生产合作社，93个高级农业生产合作社。1958年1月裁撤3乡2镇，下属1178个高级农业生产合作社，8216个生产队；冬撤乡建政社合一之人民公社17个，下设211个大队，3060个生产队。1961年3月调整社队规模，全县下辖61公社，1075个大队，12904个生产队。1980年，全县11区2镇（城关镇与永和镇）、下设65个公社、986大队和9972个生产队。1983年2月撤销“公社”恢复乡村制度，全县下辖建13区（含2区级镇）、65乡和922村。1990年，浏阳市辖11县辖区，62乡5镇（其中包括城关镇和永和镇2区级镇），1006村和13社区（居民委员会），13073村民组和77居民组，11个县辖区分别为城郊区、北盛区、大围山区、大瑶区、古港区、官渡区、沙市区、社港区、文家市区、张坊区和镇头区，2区级镇为城关镇和永和镇。1995年撤区并乡后调整为36个乡镇和4个街道；2005年赤马、山田和白沙3乡镇撤销，全市下辖33个乡镇和4个街道。2004年村级区划调整，到2009年，全市下辖下辖33个乡镇和4个街道，83个社区和318个行政村。2015年，根据浏阳市乡镇区划调整方案，杨花乡和大瑶镇成建制合并设立大瑶镇;七宝山乡、永和镇成建制合并设立永和镇;三口镇、古港镇成建制合并设立古港镇;溪江乡、关口街道成建制合并设立关口街道;太平桥镇、集里街道成建制合并设立集里街道。本轮乡镇行政区划调整后,浏阳市现辖淮川、集里、荷花、关口4个街道，蕉溪、小河2个乡，  古港、高坪、沿溪、官渡、永和、达浒、大围山、张坊、澄潭江、中和、文家市、大瑶、金刚、葛家，枨冲、镇头、普迹、官桥、柏加、洞阳、永安、北盛、沙市、淳口、龙伏、社港26个镇。2018年6月蕉溪乡撤乡建镇。
| 浏阳市现行行政区划 （村级区划数据截止2009年末） |         |      |           |        |          |        |      |
| 区划                                            | 面积    | 人口 | 区划代码  | 邮编   | 行政驻地 | 行政村 | 社区 |
| 浏阳市                                          | 5007.75 | 138  | 430181    | 410300 | 关口街道 | 318    | 83   |
| 关口街道                                        | 70.6    | 2.34 | 430181004 | 410300 | 长兴社区 | 4      | 3    |
| 荷花街道                                        | 133.5   | 4.18 | 430181003 | 410300 | 金沙南路 | 10     | 3    |
| 淮川街道                                        | 5.4     | 6.20 | 430181001 | 410300 | 金沙中路 |        | 8    |
| 集里街道                                        | 55.4    | 2.43 | 430181002 | 410300 | 金沙北路 | 7      | 5    |
| 柏加镇                                          | 50.0    | 2.14 | 430181123 | 410321 | 柏南街   | 4      | 1    |
| 北盛镇                                          | 78.4    | 5.25 | 430181118 | 410324 | 人民路   | 13     | 2    |
| 枨冲镇                                          | 186.2   | 4.25 | 430181114 | 410316 | 新华南路 | 9      | 2    |
| 澄潭江镇                                        | 159.1   | 5.87 | 430181121 | 410314 | 浏文大街 | 12     | 2    |
| 淳口镇                                          | 232.1   | 6.20 | 430181101 | 410326 | 淳农路   | 16     | 3    |
| 达浒镇                                          | 185.5   | 2.54 | 430181106 | 410305 | 达正中路 | 8      | 2    |
| 大围山镇                                        | 402.1   | 2.67 | 430181103 | 410309 | 复兴巷   | 15     | 2    |
| 大瑶镇                                          | 73.8    | 5.73 | 430181110 | 410312 | 百姓广场 | 6      | 4    |
| 洞阳镇                                          | 105.5   | 3.67 | 430181124 | 410323 | 府前街   | 6      | 5    |
| 高坪镇                                          | 257.5   | 3.57 | 430181204 | 410302 | 志民路   | 16     | 1    |
| 古港镇                                          | 154.2   | 3.62 | 430181108 | 410301 | 桐坑北路 | 10     | 3    |
| 官渡镇                                          | 106.2   | 2.86 | 430181104 | 410304 | 正东街   | 5      | 3    |
| 官桥镇                                          | 87.8    | 2.66 | 430181208 | 410318 | 官桥     | 9      | 1    |
| 金刚镇                                          | 79.9    | 5.62 | 430181111 | 410313 | 庆泰路   | 7      | 3    |
| 龙伏镇                                          | 132.2   | 4.44 | 430181120 | 410327 | 望峰路   | 10     | 2    |
| 普迹镇                                          | 176.5   | 4.15 | 430181116 | 410318 | 新府路   | 9      | 3    |
| 三口镇                                          | 55.5    | 2.18 | 430181203 | 410306 | 东盈村   | 6      | 1    |
| 沙市镇                                          | 209.4   | 6.52 | 430181100 | 410325 | 书院路   | 15     | 4    |
| 社港镇                                          | 175.4   | 4.40 | 430181102 | 410327 | 新港南路 | 13     | 3    |
| 太平桥镇                                        | 99.8    | 2.02 | 430181113 | 410317 | 景泰路   | 4      | 2    |
| 文家市镇                                        | 156.4   | 4.67 | 430181112 | 410315 | 创业大道 | 11     | 1    |
| 沿溪镇                                          | 119.7   | 2.91 | 430181107 | 410304 | 花城大道 | 5      | 3    |
| 永安镇                                          | 112.2   | 6.05 | 430181117 | 410323 | 新河路   | 9      | 4    |
| 永和镇                                          | 62.6    | 2.38 | 430181109 | 410306 | 永宝村   | 6      | 1    |
| 张坊镇                                          | 319.8   | 3.09 | 430181105 | 410308 | 李白路   | 8      | 2    |
| 镇头镇                                          | 158.8   | 5.51 | 430181115 | 410319 | 振兴路   | 11     | 2    |
| 中和镇                                          | 153.2   | 2.15 | 430181122 | 410315 | 苍雅路   | 7      | 2    |
| 葛家乡                                          | 106.8   | 2.01 | 430181207 | 410317 | 马家湾   | 8      |      |
| 蕉溪乡                                          | 87.4    | 2.69 | 430181211 | 410324 | 高升     | 6      |      |
| 七宝山乡                                        | 172.2   | 1.60 | 430181202 | 410300 | 铁山     | 8      |      |
| 溪江乡                                          | 90.6    | 2.10 | 430181205 | 410301 | 溪江村   | 9      |      |
| 小河乡                                          | 111.8   | 1.49 | 430181201 | 410308 | 田心村   | 7      |      |
| 杨花乡                                          | 75.6    | 2.40 | 430181206 | 410312 | 学文街   | 9      |      |

| 1995年浏阳撤区并乡前县辖区及其所辖乡镇分布 （11县辖区、67乡镇，其中2区级镇） |        |        |                                                                  |
| 区划                                                                         | 乡数量 | 镇数量 | 下辖乡镇                                                         |
| 合计                                                                         | 62     | 5      | 67乡镇（其中2区级镇），11县辖区                                  |
| 城关镇                                                                       |        | 1      |                                                                  |
| 永和镇                                                                       |        | 1      |                                                                  |
| 城郊区                                                                       | 8      |        | 荷花乡、牛石乡、青草乡、枨冲乡、葛家乡、集里乡、太平桥乡、关口乡 |
| 古港区                                                                       | 7      | 1      | 古港镇，三口乡、宝盖乡、溪江乡、高坪乡、石湾乡、船仓乡、杨潭乡   |
| 官渡区                                                                       | 6      |        | 官渡乡、大光乡、达浒乡、沿溪乡、七宝山乡、升平乡                 |
| 沙市区                                                                       | 6      |        | 沙市乡、赤马乡、秀山乡、淳口乡、山田乡、路口乡                   |
| 北盛区                                                                       | 6      | 1      | 永安镇，北盛乡、乌龙乡、蕉溪乡、丰裕乡、洞阳乡、砰山乡           |
| 文家市区                                                                     | 3      | 1      | 文家市镇，山枣潭乡、岩前乡、中和乡                               |
| 大瑶区                                                                       | 6      |        | 大瑶乡、金刚乡、杨花乡、山下乡、大圣乡、澄潭江乡                 |
| 张坊区                                                                       | 5      |        | 张坊乡、上洪乡、人溪乡、凤溪乡、小河乡                           |
| 镇头区                                                                       | 7      |        | 镇头乡、柏加山乡、北星乡、官桥乡、普迹乡、跃龙乡、金江乡         |
| 大围山区                                                                     | 4      |        | 大围山乡、东门乡、白沙乡、中岳乡                                 |
| 社港区                                                                       | 4      |        | 社港乡、大洛乡、泮春乡、龙伏乡                                   |

| 浏阳1995年撤区并乡及其之后的区划调整 |          |                                                            |                        |
| 序号                                 | 现行区划 | 原区划                                                     | 备注                   |
| 1                                    | 关口街道 | 原城郊区关口乡                                             |                        |
| 2                                    | 荷花街道 | 原城郊区荷花乡和牛石乡                                     |                        |
| 3                                    | 淮川街道 | 原城关镇                                                   |                        |
| 4                                    | 集里街道 | 原城郊区集里乡                                             |                        |
| 5                                    | 柏加镇   | 原镇头区柏加乡                                             |                        |
| 6                                    | 北盛镇   | 原北盛区北盛镇（1993年改北盛乡建镇）和乌龙乡               |                        |
| 7                                    | 枨冲镇   | 原城郊区枨冲镇（枨冲乡建镇）、青草乡                       |                        |
| 8                                    | 澄潭江镇 | 原大瑶区澄潭江乡、山下乡和大圣乡                           |                        |
| 9                                    | 淳口镇   | 原沙市区淳口乡和路口乡                                     | 2005年山田乡并入       |
| 10                                   | 达浒镇   | 原官渡区达浒乡                                             |                        |
| 11                                   | 大围山镇 | 原大围山区大围山镇（1993年改东门乡建镇）、大围山乡和中岳乡 | 2005年白沙乡并入       |
| 12                                   | 大瑶镇   | 原大瑶区大瑶镇（1993年改大瑶乡建镇）                       |                        |
| 13                                   | 洞阳镇   | 原北盛区洞阳乡和坪山乡                                     |                        |
| 14                                   | 高坪镇   | 原古港区高坪乡、船仓乡、石湾乡和杨潭乡                     | 后改镇                 |
| 15                                   | 古港镇   | 原古港区古港镇和宝盖乡                                     |                        |
| 16                                   | 官渡镇   | 原官渡区官渡镇（官渡乡改）                                 |                        |
| 17                                   | 官桥镇   | 原镇头区官桥乡                                             | 后改镇                 |
| 18                                   | 金刚镇   | 原大瑶区金刚镇（1993年改金刚乡建镇）                       |                        |
| 19                                   | 龙伏镇   | 原社港区龙伏乡和泮春乡                                     | 后改镇                 |
| 20                                   | 普迹镇   | 原镇头区普迹镇（1993年改普迹乡建镇）和金江乡               |                        |
| 21                                   | 三口镇   | 原古港区三口乡                                             |                        |
| 22                                   | 沙市镇   | 原沙市区沙市镇（1993年改沙市乡建镇）和秀山乡               | 2005年赤马镇并入       |
| 23                                   | 社港镇   | 原社港区社港镇（1993年改社港乡建镇）和大洛乡               |                        |
| 24                                   | 太平桥镇 | 原城郊区太平桥乡                                           |                        |
| 25                                   | 文家市镇 | 原文家市区文家市镇（改文家市乡建镇）和岩前乡               |                        |
| 26                                   | 沿溪镇   | 原官渡区沿溪镇（改沿溪乡建镇）和大光乡                     |                        |
| 27                                   | 永安镇   | 原北盛区永安镇和丰裕乡                                     |                        |
| 28                                   | 永和镇   | 永和镇                                                     |                        |
| 29                                   | 张坊镇   | 原张坊区张坊镇（改张坊乡建镇）、上洪乡和人溪乡             |                        |
| 30                                   | 镇头镇   | 原镇头区镇头镇（1993年改镇头乡建镇）、岳龙乡和北星乡       |                        |
| 31                                   | 中和镇   | 原文家市区中和乡和山枣潭乡                                 |                        |
| 32                                   | 葛家乡   | 原城郊区葛家乡                                             |                        |
| 33                                   | 蕉溪乡   | 原北盛区蕉溪乡                                             |                        |
| 34                                   | 七宝山乡 | 原官渡区七宝山乡和升平乡                                   |                        |
| 35                                   | 溪江乡   | 原古港区溪江乡                                             |                        |
| 36                                   | 小河乡   | 原张坊区小河乡和凤溪乡                                     |                        |
| 37                                   | 杨花乡   | 原大瑶区杨花乡                                             |                        |
|                                      | 赤马镇   | 原沙市区赤马乡                                             | 2005年撤销并入沙市镇   |
|                                      | 白沙乡   | 原大围山区白沙乡                                           | 2005年撤销并入大围山镇 |
|                                      | 山田乡   | 原沙市区山田乡                                             | 2005年撤销并入淳口镇   |

## 地理
浏阳位于湖南省东部偏北、浏阳河中上游，地理坐标为北纬27°51′—28°34′，东经113°10′—114°15′，东西宽105.8公里，南北长80.9公里；辖域总面积5,007.75平方公里。浏阳地处幕阜─罗霄山脉北段连云山及九岭山之间的山丘盆谷区，地势四面环山，以山地丘陵为主，山地占53%，丘陵占25%，岗地平原占21%，水面占1%。地形上东北高、西南低，山地、丘陵、盆地交错、河流纵横。浏阳属北亚热带季风气候区，年均温17.3℃，年降水量1562毫米。境内106国道和319国道过境，浏阳河、捞刀河、南川河可常年通航。辖境北与平江县接壤，东与江西省铜鼓、万载、宜春袁州区和上栗交界，南与醴陵、株洲县和株洲荷塘区毗邻，西与长沙县为邻，处于长沙、株洲、湘潭与江西交汇地带，距长沙主城区约50公里。

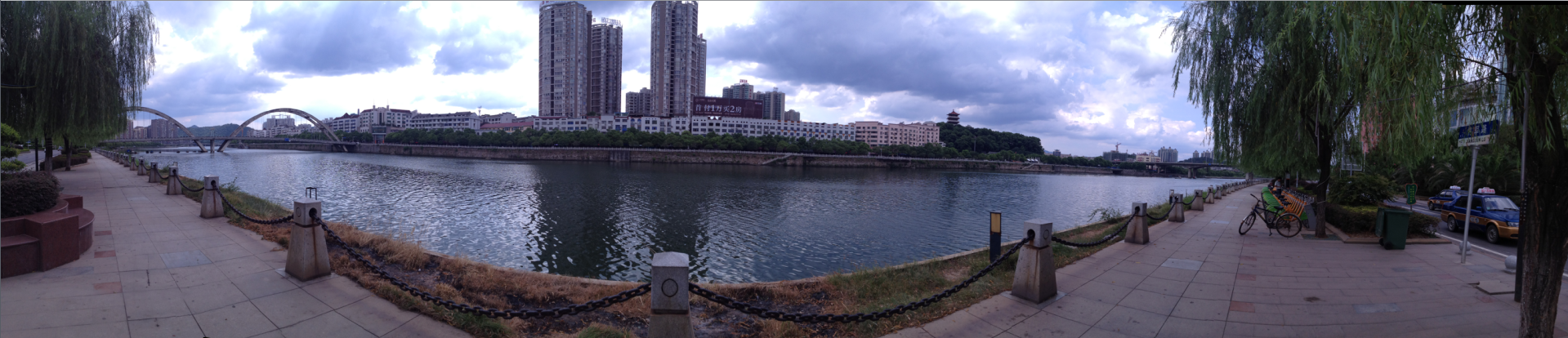
浏阳城区全景图

城镇化率至2013年为53.38%。

## 交通
- 106国道过境。
- 319国道过境。
- 354国道过境。
- 武深高速过境。
- 杭长高速过境。
- 浏洪高速过境。
- 蒙华铁路过境。

## 人口
根据湖南省长沙市第七次全国人口普查公报显示：浏阳市常住人口为1429384人，男性人口占比51.2%，女性人口占比48.8%，年龄结构中0-14岁占比18.88%，15-59岁占比62.15%，60岁以上占比18.97%，65岁以上占比13.85%。
2010年第六次人口普查，浏阳市常住人口1,278,928人，年末登记的户籍总人口为1,407,104人，向外输出人口近13万人。户籍人口中，农业人口1,252,238人，非农业人口154,866人；人口自然增长率2.5‰。全市有30万以上的客家人，其祖先系由广东省梅州迁入。

## 语言
传统上，浏阳有赣语、新湘语和客家话三大方言区，即江西方言区、长沙方言区和客家方言区，江西方言区主要分布于浏阳城区、北乡、东乡、南乡一带，属于赣语宜浏方言，为分布最广的语言，也是浏阳辖域内主要交际语言，即所谓“浏阳话”。长沙方言区主要分布在浏阳西乡的普迹、镇头、柏加、官桥、葛家、洞阳和枨冲及北乡的北盛、永安，这一带属于新湘语长沙方言，但与长沙城区方言略有不同，被称为“西乡话”，浏阳西乡话与长沙县话比较接近。客家方言区主要分布于地处“东乡”山区的大围山地区，包括大围山镇、小河、张坊、官渡、七宝山、中和等乡镇，被本地人称为“客姓话”或“东乡话”，与广东梅州的客家话几乎同出一轍。

## 经济

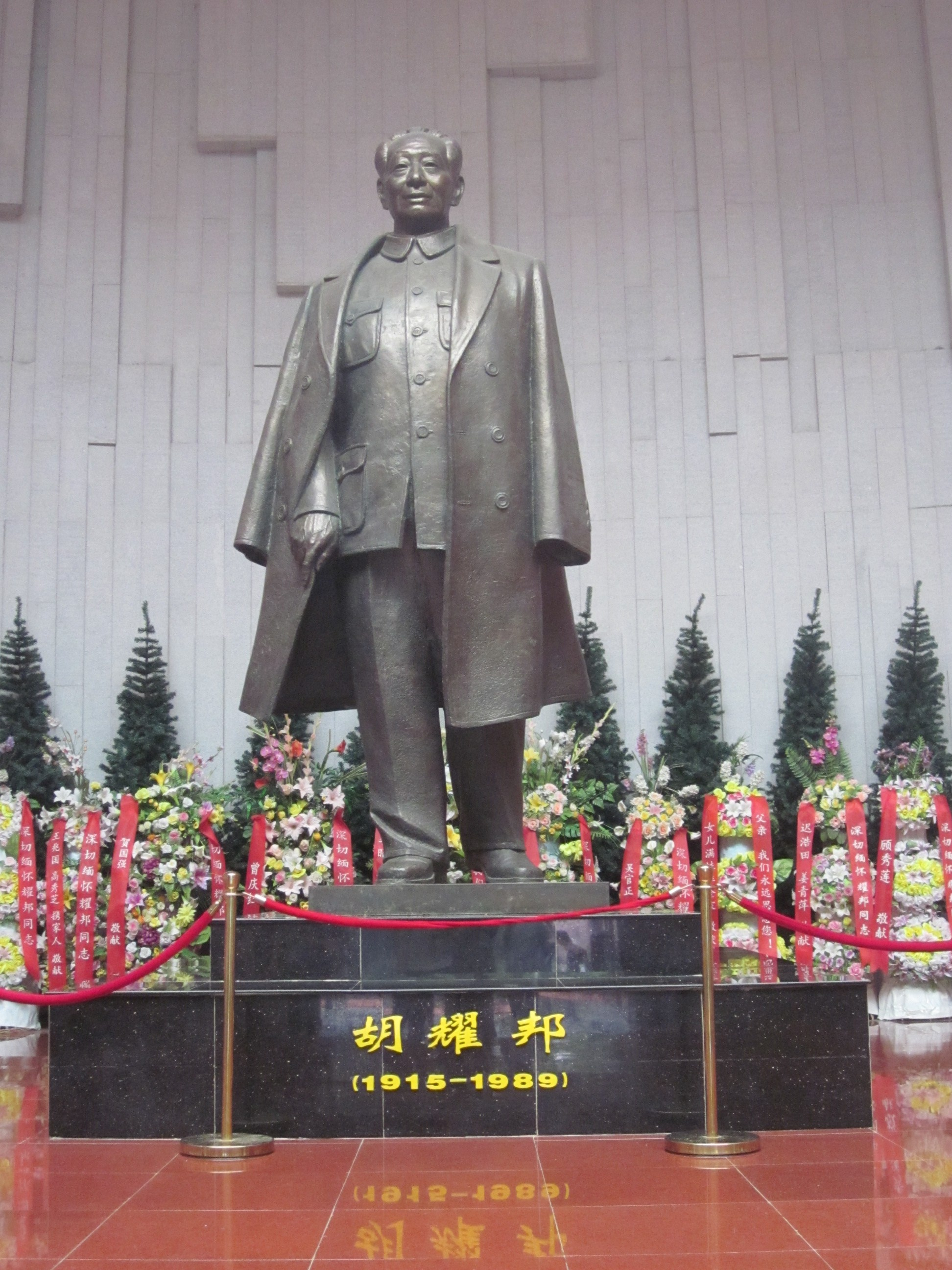
胡耀邦铜像。

2015年其综合竞争力位居湖南省各县（市）的第2位、全国县域经济百强县（市）的第28位
，浏阳也是湖南省第6大、全国第51大肉类生产大县市。2014年GDP总量1,013亿元（合165亿美元）
，居湖南县市第2位。
2010年，全市农民人均可支配收入10747元，比全国农民平均高1倍；全市城镇居民人均可支配收入21258元，稍高于全国城镇平均。
浏阳粮食作物以水稻为主，经济作物主要为烤烟、药材、蔬菜种植、油茶和花卉栽培；已探明和开采自然资源主要有有海泡石、菊花石、煤炭和磷矿。工业主要包括花炮、生物制药、食品加工等支柱产业，花炮进入国际市场已有百余年历史，早在光绪年间已销往香港、澳门、南洋诸国，成为传统名牌和支柱产业，“浏阳花炮”已获原产地域产品保护和中国驰名商标。2010年，浏阳辖区内生产总值556.77亿元（82.25亿美元），其中第一产业增加值51.69亿元（7.64亿美元），第二产业增加值379.05亿元（55.99亿美元），第三产业增加值126.03亿元（18.62亿美元）。全市农林牧渔业总产值80.06亿元（11.83亿美元），农业除粮食生产外，烤烟年产量达到13,167万吨。全市工业总产值902.89亿元（133.38亿美元），产值过亿元企业89家。花炮产业销售总额124.3亿元（18.4亿美元），花炮产业税收9.7亿元；生物医药园工业总产值170.82亿元（25.23亿美元）。自营出口额3.9亿美元，财政总收入33.24亿元，其中花炮税收占29%。全市农民人均可支配收入10,747元（1,588美元），城镇居民人均可支配收入21,258元（3,140美元）。

### 农业
浏阳粮食作物以水稻为主，是湖南产粮大县（市）。主要经济作物有烤烟、蔬菜、花卉、油茶为主，水果、玉米、竹笋与楠竹、药材等经济类作物具备一定规模，养殖业领域，除传统的牲猪饲养外，黑山羊、蜂业已具备一定的竞争力。浏阳曾先后获得“中国花木之乡”、“中国红桎木之乡”。农业产业区域分布上，分为以东区水果为重点的绿色产业带、以西区花卉苗木为重点的彩色产业带、以北区烟叶为重点的金色产业带，逐步形成了以粮食、蔬菜、烤烟、花卉为龙头的农业经济模式。浏阳是粮食百强县（市）之一，也是以牲猪与黑山羊饲养为主的肉类生产大县。全市蔬菜总产量达304,239吨，位居湖南第二位。肉类产量80,450吨，在全国排名第21位。浏阳市富有地方特色的黑山羊产销实现了规模化经营，黑山羊养殖量超过70万头。

### 花炮产业

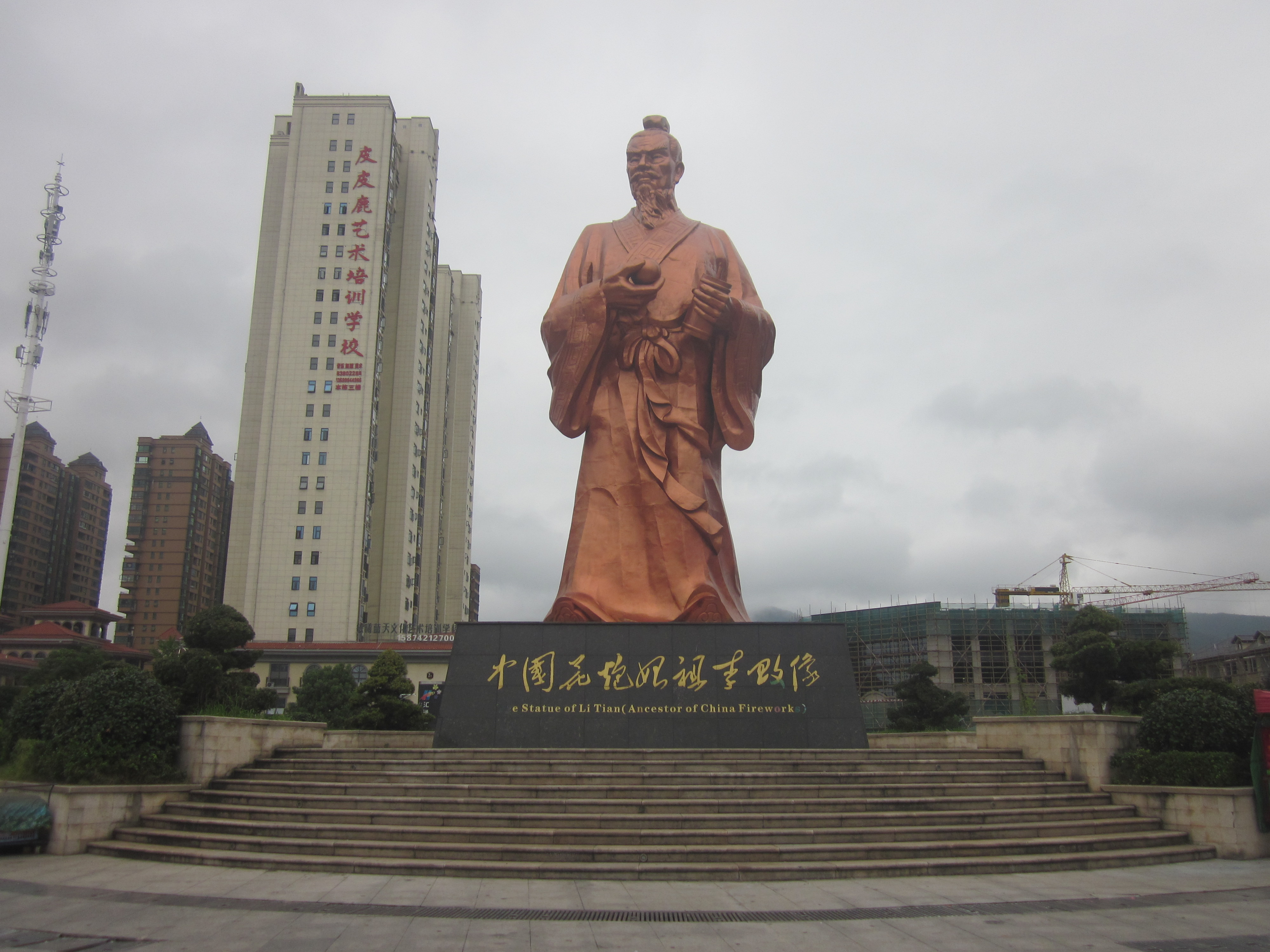
浏阳大瑶镇的花炮始祖李畋像

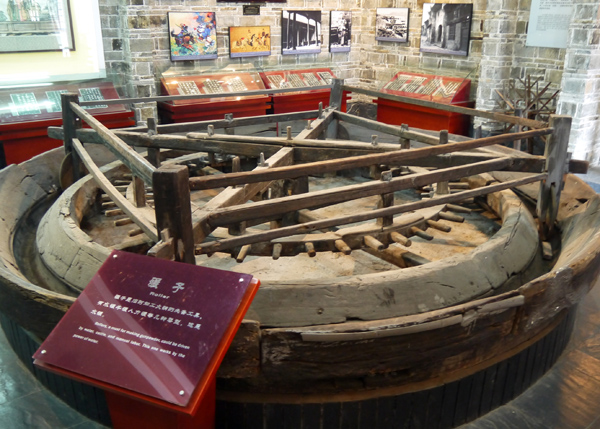
位于大瑶镇的中国花炮博物馆

浏阳花炮生产有1400多年历史。北宋时期浏阳花炮曾达到了第一个鼎盛时期，清代（1723年）浏阳花炮成为贡品。1875年开始，浏阳花炮开始出口至日本、朝鲜、印度、伊朗、英国、美国和俄罗斯等国，20世纪90年代，花炮的出口占浏阳出口总额的90%以上。花炮为高危产业，浏阳早期花炮生产科技含量低，在国内外市场所占份额渐渐曾一度萎缩。如1998年，中国国内规范渠道的花炮销售总额为30亿元，浏阳仅占3亿元；外销量虽然达到9亿元，居全国第一，但全球花炮销售总额约有90亿元人民币，浏阳花炮市场份额仅不足15%。 从1998年起，浏阳开始进行行业整合和技术升级，强制性取缔近万家非法生产的手工作坊，制定花炮生产强制性安全技术标准。与国内一些高等院校和科研院所联合，开发出高科技含量的环保、安全烟花。2001年8月28日，浏阳花炮作为全球第一支花炮股票在上海成功上市。2003年，浏阳成功地取得巴西16公里尼罗伊跨海大桥大型焰火燃放项目的审批权，并投资100多万美元在巴西征购土地1000多亩，兴建鞭炮烟花生产基地；全球30多家烟花巨头均在浏阳设有办事处。
浏阳花炮为传统产业，也是支柱产业，其繁盛期是20世纪80年代至今，目前已形成了一个庞大的产业链。以2009年为例，2009年浏阳共有花炮生产经营企业1,048家，其中花炮生产企业892家、花炮经营公司156家；共有花炮原材料企业926家（含黑火药、引火线企业）。浏阳的花炮及原材料生产经营企业占全国花炮及原材料生产经营企业的60%。全年产量3,584万箱，花炮产业的总产值110.96亿元，其中内销额57.34亿元，出口1,436万箱22.98亿元，相关产业实现产值30.64亿元。整个产业链创税收9.06亿元。浏阳花炮在国内和国外的市场占有率分别达到50%和57%。浏阳烟花燃放企业共承接各类焰火燃放1000多场，燃放总额达10亿余元，占国内燃放市场份额的70%以上。浏阳花炮产业链为浏阳全市提供了30万个工作岗位，年发放社会工资约36亿元，占浏阳全年GDP的8.6%。截止2009年，全市共有花炮技术人员5142人，专业燃放技术人员3702人。2010年，浏阳花炮产业销售总额124.3亿元，税收9.7亿元。
浏阳建有全国唯一的花炮技术专业学校，长沙职业技术学院设立了花炮艺术系，开设了花炮营销、花炮生产大专班。国家级的长沙市浏阳花炮工程技术中心、省级花炮工程技术中心、国家级烟花爆竹质量监督检验检测中心、全国烟花爆竹标准化技术委员会、中国（长沙）花炮技术创新战略联盟均落户浏阳。浏阳花炮产业与南京理工大学、北京理工大学、国防科技大学等国内十多所高等院校建立了长期友好的合作关系，共同承担花炮产业多项重大创新课题的研究。国际烟花协会驻于浏阳，员单位分布于全球15个国家和地区。浏阳是全国花炮原辅材料集散中心，形成了以大瑶、集里为主体的原辅材料专业市场，年花炮原辅材料交易额达50多亿元。1986年，浏阳代表中国参加摩纳哥国际焰火大赛获得冠军，新中国建国50周年、60周年、北京奥运会、上海世博会等大型活动的焰火燃放均由浏阳燃放企业为主体负责焰火的燃放，
目前已制定并颁布的44个烟花爆竹生产、管理、燃放等国家标准是结合并采纳吸收浏阳花炮产业先进的生产、管理、燃放实际经验，由湖南烟花爆竹产品安全质量监督检验检测中心和浏阳市花炮企业共同制定。目前，浏阳花炮产业已有“浏阳花炮”、“东信烟花”、“庆泰烟花”三个中国驰名商标，另外还有40多个湖南省著名商标和湖南省名牌产品。“浏阳花炮制作技艺”已被列为国家非物质文化遗产保护名录，“浏阳花炮”证明商标通过马德里国际商标注册体系在79个国家和地区受到保护。制定了严于国家标准，与国际标准接轨的“浏阳花炮”省级地方标准。2010年，浏阳市政府出台促进花炮产业发展的决定，设立花炮产业发展基金，奖励和扶持花炮产业的发展。

### 生物制药
浏阳的生物制药集中于以浏阳生物医药园为核心的长沙国家生物产业基地。浏阳生物医药园成立于1998年1月，位于洞阳镇境内，是湖南省唯一的医药专业开发区，同时还是国家火炬计划生物医药基地、国家医药出口基地、国家长沙生物产业基地及联合国工业发展组织与长沙市政府合作共建的唯一国际医药产业园。园区在医药专业化服务的基础上成立了湖南医药产业化服务中心、湖南医药科技创业中心、医药公共实验室和公共药厂、湖南中南医药物流中心，并全面启动了湖南实验动物中心、湖南GAP药材基地的建设。园区规划总面积28平方公里，已建成8平方公里，完成基础设施投入11亿元、制药及相关企业投入35亿元。医药园现有制药企业60家，其中27家通过GMP认证，是中国制药工业企业数量最多、医药剂型最丰富、新药品种最集中的国家级生物产业基地。2005年实现总产值35亿元，2010年，浏阳生物医药园总产值达到170.82亿元，财政与税收5.2亿元。

## 自然资源与特产
大围山自然保护区的相思鸟为名贵观赏鸟。矿产有煤、钨、硫、磷、重晶石等。工业以农业机械、化肥等为主。浏阳豆豉、浏阳夏布、浏阳花炮、黑山羊等为传统名特产。菊花石雕等为著名手工艺品。

### 浏阳蒸菜

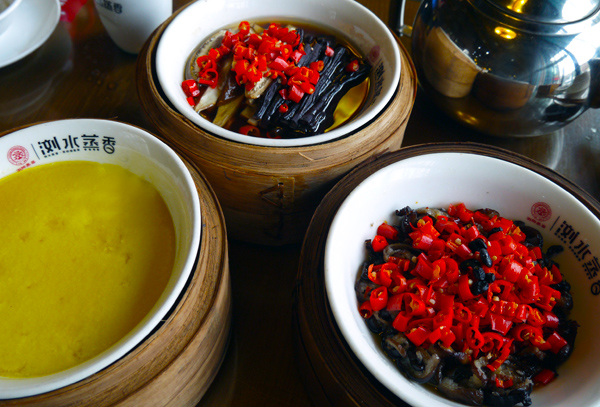
浏阳蒸菜

浏阳蒸菜是一道湖南的汉族传统名吃，属于湘菜。相传起源于明朝，历经500多年发展。 以蒸腊菜为主，基本菜品有：干扁豆蒸蜡肉丁、 清蒸火腿肉、剁椒蒸土豆、清蒸土家蜡肉、清蒸鸡蛋、清蒸茄子、清蒸干豆角、清蒸芋头，以及清蒸白豆腐、干豆腐、 黄豆腐、黑豆腐、臭豆腐、白沙豆腐、卤豆腐、清蒸青辣椒等。浏阳蒸菜做法也颇多。
浏阳蒸菜起源于湖南省浏阳市浏阳河的上游——大围山脚下的东区乡镇，隶属于湘菜系列。相传明初时南京政权的朱元璋派兵与荆湘政权的陈友谅开战，因浏阳人支持陈友谅，朱元璋便血洗浏阳，造成“地广人稀、不见炊烟”的惨象，使浏阳周边省份的人口大量迁徙到浏阳。据《浏阳县志》记载，“宋德佑二年〔1276年〕，元兵破潭（潭州，今长沙），浏遭歼屠殆尽，奉诏招邻县民实其地”。于是外地移民纷纷迁入大围山脚下插草为标，当时移民大都来自江西，成为当地人口的主要来源。明嘉靖年间，一批福建人避倭寇乱，逃入江西宜春，随后，广东人亦接踵而至，竟达数万。他们搭棚而居，被称为“棚民”，明亡后，“棚民”不断反清，遭清廷捕杀，被迫逃亡。其中一部分潜入大围山的深山僻壤，垦地开荒……这些迁入户均保持原籍客家方言，世代相承，被称为“客姓”，当时较平阔的地方均为江西移民居住，“客姓”只好进入山区定居。 客家人离亲别祖，颠沛流离，历尽艰辛，千里迁移，来到浏阳繁衍生息，并形成了自己独特的客家文化。
浏阳蒸菜最早就是在这个历史背景下诞生的，他是老百姓为反抗官府躲避抓丁而准备一天的饭菜，在蒸饭的时候整好几个菜碗放到饭甑里一起蒸，只要饭蒸熟了菜也就熟了，端起饭甑就可以吃饭，这样节省了做饭时间，也尽量少见炊烟。就是在极端时期（强收锅、炉，发现炊烟抓丁时期），也利用夜晚做饭菜，并且夜晚看不到炊烟，有利于隐蔽做饭菜。那时的菜肴主要是干菜、腊货、坛子菜，便于保存且方便快捷，这一习俗被广泛流传，沿袭至今，形成一种极具特色的风味菜系。
相传，唐朝的药王孙思邈，归隐浏阳孙隐山，著《千金要方》、《千金翼方》，喜食蒸菜，亦痴心研究蒸菜的营养价值和功效，活101岁；而花炮祖师李畋，也以蒸菜宴请观赏花炮的乡亲。又相传，1927年，浏阳文家市老乡以“浏阳蒸菜”款待毛泽东和秋收起义会师的部队；1955年，王震将军以浏阳蒸菜款待上天山的“八千湘女”。
2011年8月30日，中国烹饪协会批准授予浏阳“中国蒸菜之乡”称号。2011年12月19日，在第六届中国蒸菜美食文化节闭幕式上，市委副书记吴震从中国烹饪协会常务副会长杨柳女士手中接过“中国蒸菜之乡”的牌匾，浏阳正式获得“中国蒸菜之乡”的称号。 2013年1月，浏阳蒸菜获得“中国地理标志集体商标”。 这是继2011年“中国蒸菜之乡”称号花落浏阳后，浏阳蒸菜获得的第二块金字招牌。“浏阳蒸菜”成为国内餐饮行业为数不多的获得全国“地理标志集体商标”殊荣的项目。

## 政治

### 现任领导
| 机构     | · 中国共产党 · 浏阳市委员会 · 书记 | 浏阳市人民政府 市长 | 浏阳市人民代表大会 常务委员会 主任 | · 中国人民政治协商会议 · 浏阳市委员会 · 主席 |
| -------- | ---------------------------------- | ------------------- | ---------------------------------- | -------------------------------------------- |
| 姓名     | 肖正波                             | 吴新伟              | 吴震                               | 李家喜                                       |
| 民族     | 汉族                               | 汉族                | 汉族                               | 汉族                                         |
| 出生地   | 湖南省新邵县                       | 湖南省长沙县        |                                    | 湖南省浏阳市                                 |
| 出生日期 | 1974年10月（50歲）                 | 1970年1月（55歲）   |                                    | 1962年9月（62歲）                            |
| 就任日期 | 2024年7月                          | 2016年11月          | 2016年11月                         | 2012年11月                                   |

### 妇女权益
2008年起全国妇联和联合国人口基金协作，在浏阳市三个乡镇和河北省承德县为全国唯二试点，建立全国唯二针对中国性暴力的试点法院、政府热线。2011年舉行中国性侵问题调查，为全国立法提供依据。

## 文化与旅游
浏阳共有6大类3种1268个景点，2010年旅游景点接待游客570万人次，旅游收入35亿元。浏阳设县于汉代，拥有丰富的历史文化资源。有清末维新人物谭嗣同故居和秋收起义文家市会师旧址2处全国重点文物保护单位，明代新安风雨桥、宋代文庙等8处省级文物保护单位，唐代石霜寺、桃树湾清代民居、沈家大屋建筑群等13处长沙市文物保护单位，窑头山遗址、锣背山遗址等17处县级文物保护单位。